# Janiodes
Janiodes é um gênero de mariposa pertencente à família Saturniidae.

## Espécies
- Janiodes bethulia (Druce, 1904)
- Janiodes cuscoensis Brechlin & Meister, 2008
- Janiodes dognini Jordan, 1924
- Janiodes ecuadorensis (Dognin, 1890)
- Janiodes laverna (Druce, 1890)
- Janiodes manzanoi Pinas-Rubio, 2000
- Janiodes napoensis Brechlin, Meister & Kaech, 2009
- Janiodes oxapampensis Brechlin & Meister, 2008
- Janiodes praeclara Naumann et al., in press
- Janiodes pichinchensis Brechlin, Meister & Kaech, 2009
- Janiodes russea (Dognin, 1912)
- Janiodes virgata Jordan, 1924